# 高島凡人
高島 凡人（たかしま ぼんど Bond Takashima　旧名：ボンド高島)は、映像作家、イラストレーター、グラフィックデザイナー、VJ、イベントディレクター。
「無慈悲なパイプ」の所属アーティスト。愛知県尾張旭市出身。